# Julio Mázzaro
Julio Eduardo Mázzaro (Villa Regina, 31 gennaio 1979) è un ex cestista argentino con cittadinanza italiana.

## Carriera
In carriera ha vestisto le maglie di: Boca Juniors, Deportivo Roca, Estudiantes Olavarría, River Plate, Quimsa, Obras Sanitarias e Lanús. È stato selezionato per il Juego de las Estrellas (ossia l'All Star Game della Liga Nacional de Básquet) nel 2003, 2005, 2007, 2008 e 2009.
Ha esordito con l'Argentina nel 2003, contro il Cile. Con la Nazionale ha vinto l'oro e l'argento ai Campionati sudamericani, rispettivamente nel 2004 e nel 2003, e l'argento al Campionato americano 2005.